# 발룻

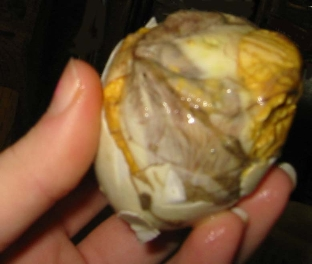
껍질을 반쯤 벗긴 발룻

발룻(Balut)은 부화 직전의 오리알을 삶은 요리이다. 필리핀, 중국, 캄보디아, 베트남 등에서 즐겨 먹는다.
베트남에서는 쯩빗론(trứng vịt lộn) 또는 홋빗론(hột vịt lộn)이라고도 한다. 부화 직전의 알을 삶았기 때문에 혐오식품처럼 보이기도 하지만, 고단백 식품으로 정력에 좋다고 알려져 있기도 하다.

## 준비 과정
필리핀에서는 주로 발룻을 소금, 칠리소스, 마늘이나 식초를 곁들여서 먹는다. 발룻은 부화 직전의 알 요리로 삶은 오리를 통째로 먹는 것으로 그 특유의 누린내와 질감을 즐기는 사람들도 많다. 발룻은 껍질을 제외한 모든 부분을 먹는다.

## 같이 보기
- 곤계란